# Pat Barker
Pat Barker (8 mei 1943) is een Britse schrijfster en historica. Ze publiceerde haar eerste roman, Union Street, in 1982. Sindsdien heeft ze meerdere boeken over haar favoriete onderwerp, de Eerste Wereldoorlog, geschreven, waaronder Regeneration en The Ghost Road. Barker heeft vele prijzen gewonnen met haar romans. Zo sleepte ze met het boek The Ghost Road de Booker Prize in de wacht.

## Biografie
Pat Barker werd geboren als Patricia Margaret Drake op 8 mei 1943 te Thornaby-on-Tees, Yorkshire. Haar moeder Moyra was ongehuwd bij haar geboorte en haar vader was niet gekend. Barker groeide op in een arbeidersgezin bestaande uit haar moeder, haar grootmoeder Alice en haar grootvader. Moyra en Alice werkten beiden als schoonmaakster. Toen Barker zeven jaar was trouwde haar moeder. Ze kon bij haar moeder en stiefvader gaan wonen, maar ze bleef uit liefde voor haar bij haar grootmoeder. Haar grootouders baatten een fish-&-chips-shop uit. Barker hielp vaak in de winkel met het verpakken van het voedsel in kranten en begon veel te lezen. Ze ging naar een grammar school en werd daarna docente. Na een jaar lesgeven ging Baker internationale geschiedenis studeren aan de London School of Economics, waar ze afstudeerde in 1965. In de krant The Guardian zei ze "In finals, I was thinking, 'Thank God, I can read again'". Daarna keerde ze terug naar huis om voor haar grootmoeder te zorgen. Ze gaf ondertussen ook les in geschiedenis en politiek, tot 1982. Haar grootmoeder stierf in 1971.
In 1969 leerde ze haar man, de 21 jaar oudere zoöloog en neuroloog professor David Barker kennen, met wie ze negen jaar later trouwde, in 1978. Ze hadden samen twee kinderen John (leidt nu een tuinzaak) en Anna (journaliste en schrijfster). Barker wilde altijd romanschrijfster worden, maar ze begon pas te schrijven bij de geboorte van haar eerste kind in 1970. Ze zei het volgende in de krant The Guardian: "I was so shy about my writing, but David believed in it and tried to mind the children so I could write. He's been marvellous. When I put Union Street into the bin, he extracted it." Samen met de hulp van haar mentor Angela Carter schreef ze haar eerste boek: Union Street. In januari 2009 stierf haar man. Twee jaar voor hij stierf zorgde Barker voltijds voor haar man, dus had ze geen tijd meer om veel te schrijven. Ze rouwde 18 maanden lang over het verlies van haar man. Toby's Room is het eerste boek dat ze schreef zonder de steun van David Barker.

## Barkers werken
Barker begon met schrijven in haar twintiger jaren. Ze werd aangemoedigd door haar man en Angela Carter om een carrière als schrijfster na te streven. Haar eerste romans werden nooit gepubliceerd en in The Guardian (2003) zei ze het volgende: "[Those books] didn't deserve to be: I was being a sensitive lady novelist, which is not what I am. There's an earthiness and bawdiness in my voice." Angela Carter moedigde haar aan om over onderwerpen te schrijven die ze het best kent. Haar eerste gepubliceerde roman was Union Street in 1982 dat de Fawcett Society Book Prize won. Na het schrijven van Union Street viel Barker in de prijzen. In 1983 werd Barker uitgeroepen tot een van de 20 'Best Young British Novelists'. In zowel Union Street, Blow Your House Down (1984) als The Century's Daughter (1986) had Barker het over de harde levens van vrouwen uit de arbeidersklasse. Door haar schrijfstijl konden de boeken perfect naar film worden omgezet.
Vervolgens verkent ze de relatie tussen mannelijkheid en oorlog. Hieronder vallen The Man Who Wasn't There (1989) en de Regeneration-trilogie. De trilogie was deels geïnspireerd door haar grootvaders ervaringen; hij had gevochten in de loopgraven in Frankrijk. Regeneration (1991) werd verfilmd in 1997. De tweede roman in de trilogie The Eye in the Door (1993) won de Guardian Fiction Prize. Ook de laatste roman, The Ghost Road (1995), viel in de prijzen. Het werk Another World (1998), dat zich afspeelt in het hedendaagse Newcastle, wordt overschaduwd door de herinnering van een oude man, die in de Eerste Wereldoorlog heeft gevochten.
Daarna plaatste Barker haar romans in het heden en verkende ideeën van regeneratie in relatie tot het landschap van Noordoost-Engeland. In het boek Another World (1998) verkent Barker economische en stedelijke vernieuwing. Border Crossing (2001) benadrukt de noodzaak van verantwoording n.a.v. de vraag of Danny Miller moet boeten voor zijn daden. In Double Vision (2003) zoekt een verslaggever rust in Northumberland na alles wat zich heeft afgespeeld in Afghanistan. Barkers roman uit 2007, Life Class, keert terug naar de Eerste Wereldoorlog. Life Class markeert een nieuwe fase in haar schrijven, maar hoewel dit boek niet vertrekt vanuit haar centrale belangstelling, blijft het toch nauw betrokken bij gender, klasse, oorlog, trauma en de mogelijkheid om te herstellen.

## Onderscheidingen
- Fawcett Society Book Prize: Union Street (1983)
- Guardian Fiction Prize: The Eye in the Door (1993)
- Northern Electric Special Arts Prize: The Eye in the Door (1994)
- Booker Prize for Fiction: The Ghost Road (1995)
- Booksellers' Association Author of the Year Award (1996)
- CBE (2000)
- Best of the Booker: The Ghost Road (2008)